# 태풍 카이탁 (2012년)
필리핀에서 폭풍 헬렌으로 알려진 제13호 태풍 카이탁(KAI-TAK)은 중국, 베트남, 라오스에 영향을 미친 온화한 열대 저기압이었다. 이는 2012년 태평양 태풍 시즌의 7번째 태풍이자 13번째 태풍이었다. 2012년 8월 13일 오전 9시에 중심기압 998hPa, 최대풍속 18m/s, 강풍 반경 280km, 크기 '소형'의 열대폭풍(일본 기상청 태풍정보 기준)으로 필리핀 마닐라 동북동쪽 약 830km 부근 해상에서 발생하였다. 발생 이후 서진과 서북서진을 하면서 서서히 발달하였고, 8월 17일 오전 9시에 중화인민공화국 잔장 동남동쪽 약 100km 부근 해상에서 중심기압 970hPa, 최대풍속 33m/s(한국 기상청 태풍정보 기준 중심기압 970hPa, 최대풍속 36m/s), 강풍 반경 330km의 세력 '강', 크기 '중형'(일본 기상청 태풍정보 기준)의 태풍으로 최성기를 맞이하였다. 8월 17일 12시에 최성기 세력인 중심기압 970hPa, 최대풍속 33m/s을 유지한 상태로 중국 대륙 남부 레이저우반도를 관통하였고, 8월 18일 0시에 중심기압 975hPa, 최대풍속 31m/s의 세력으로(일본 기상청 태풍정보 기준) 베트남 하노이 북동쪽 육상에 상륙하였다. 상륙 이후 급약화되어서 한국 기상청 태풍정보 기준으로 8월 18일 오후 3시에 베트남 하노이 북서쪽 약 260km 부근 육상에서 중심기압 994hPa의 열대저압부로 소멸하였다.(일본 기상청 태풍정보 기준으로는 8월 18일 오후 3시에 중심기압 996hPa의 열대저압부로 소멸하였다.) 카이탁은 홍콩에서 제출한 이름으로 홍콩의 옛 공항 카이탁 공항을 의미한다.
폭풍으로 인해 41명이 사망하고 총 7억 6,500만 달러의 손실이 발생했다. 카이탁은 8월 10일 초 처음 발견된 몬순 기압골에 묻혀 있던 광범위한 교란 지역으로 거슬러 올라갈 수 있다. JMA가 공식적으로 카이탁을 태풍으로 선언한 것은 8월 16일 자정이었다. 8월 17일 아침, 풍속은 60노트(110km/h, 69mph)로 떨어졌고 더 이상 태풍이 아니었다. 이번 태풍은 중국 2개 성에 막대한 피해를 입히고 4명이 사망하고 막대한 경제적 손실을 입혔다. 카이탁은 치명적인 몬순 폭우가 필리핀을 강타한 지 일주일 만에 필리핀 북부를 강타해 돌발 홍수와 산사태를 일으키고 최소 10명이 사망했다고 비난했다. 베트남에서는 카이탁이 북부를 강타해 수도 하노이를 포함한 여러 지역에 강풍과 홍수를 일으켰다.